# 富山県道175号新庄大山線
富山県道175号新庄大山線（とやまけんどう175ごう しんじょうおおやません）は富山県富山市内を通る一般県道である。

## 概要

### 路線データ
- 起点：富山県富山市新庄町字庚申（国道41号交点）
- 終点：富山県富山市善名（富山県道179号三室荒屋富山線交点）
- 実延長：7,303m

## 沿革
- 1923年（大正12年）4月1日 - 県道上滝新庄線（上新川郡上滝町上滝〔現・富山市上滝〕 - 同郡新庄町新庄〔現・富山市新庄〕、11,291 m）指定[1]。
- 1995年（平成7年）4月1日 - 認定[2]

## 地理

### 通過する自治体
- 富山県富山市

### 接続する道路
- 国道41号（起点：新庄交差点）
- 富山県道6号富山立山公園線（開（北）交差点）
- 富山県道56号富山環状線（開（北）交差点 - 富山市東流杉で重複）
- 富山県道3号富山立山魚津線（富山市古寺）（「富山県道56号富山環状線」との重複区間内）
- 富山県道178号流杉双代線・富山県道365号流杉町袋線（富山市流杉大場割乙）
- 富山県道68号富山外郭環状線（富山市大場）
- 富山県道174号上滝山室線（富山市西番）
- 富山県道179号三室荒屋富山線（終点：善名交差点）

### 周辺
- 富山地方鉄道本線 東新庄駅
- 北陸自動車道 流杉スマートインターチェンジ
- 国土交通省 北陸信越運輸局 富山運輸支局
- 富山市立新庄中学校
- 富山市立新庄小学校
- 北陸電力 常願寺川第三発電所
- 不二越グループ
  - ナチ精工
  - ナチツールジェネシス
  - ナチ立山ベアリング
- 大阪屋ショップ
  - 新庄店
  - 藤木店
- アルビス 経堂店
- 常願寺川

## その他
- 路線名の「大山」は、終点付近の旧自治体名（富山県上新川郡大山町）に由来する。